# Бен Зута
Бен-Зута (або Бен-Зіта) - караїмський вчений початку Х ст. 
Його справжднє ім'я невідоме, в історії він відомий за ім'ям свого батька. Ім'я ж його батька зустрічається в двох формах - Зута і Зіта; перша, мабуть, більш точна, будучи синонімом згадуваних в Талмуді аналогічних арамейских імен «Зутра», «Зеіра», «Кетина». Бен-Зута, таким чином, цілком відповідає талмудичному імені «Бен-Кетина» (Іома, 37а). Відомо ще одну особу на ім'я «Зута», яку прозвали «Сар-Шалом», що жив в Єгипті в ХІІ столітті. Проте Зута Сар-Шолом був не караїмом, араввіністом. 
Досить імовірно, що і Бен-Зута жив в Єгипті, де з ним вів диспути з різних екзегетичних питань Гаон Саадія. Авраам ібн-Езра в коментарі до вираження «око за око» (Вих., 21, 24) зберіг зразок подібного диспуту: «Сказав Саадія: Ми не можемо тлумачити це місце в буквальному сенсі ... Відповів йому Бен-Зута: Адже сказано в іншому місці (Лев., 24, 20): «Як хто завдає каліцтво людині, так нехай і йому завдають». Гаон заперечив. Бен-Зута відповів йому »...  Зі слів «сказав йому Бен-Зута», випливає, що диспут був усний. З них же можна зробити висновок, що спір відбувався в Єгипті, в пору молодості Сааді, оскільки, ставши гаоном, останній, ймовірно, утримувався від усній полеміки з караїмами. У збереженому фрагменті другого коментаря до кн. Лев.,23,16 Ібн-Езра призводить також заперечення Бен-Зути проти Сааді з питання ממחדת השנת і дві відповіді гаона. І цей диспут, ймовірно, також бувусним. 
Понад те, Ібн-Езра в своєму коментарі до книги Виходу цитує від імені Бен Зути різні дивні пояснення до наступних віршів: 
1. 2,2; тут Б.-З. висловлює думку, що Мойсей був старше Міріам, тому що в Числ., 26, 59, він згадується раніше її (і отже, сестра Мойсея, про яку йдеться в розділі 2-й кн. Вих., не є Міріам);
2. 26,23; слово מעלות ( «щаблі») він виробляє від кореня מעל ( «здійснювати невірність»; це пояснення наводиться також Ібн-Езрою У вступній частині його розлогого коментарю);
3. 21,35; слово דעהו («ближнього його») відноситься не до власника вола, а до самого волові;
4. 22,28; тут під מלאתך ( «твій надлишок») Б.-З. розуміє «вагітність» і під דמעך ( «твій сік») «чоловіче сім'я», тлумачачи вірш в сенсі заборони відкладати одруження і приводячи з цим в зв'язок кінець вірша: «первістка із синів своєї даси ти мені» (у введенні до свого розлогого коментарю Ібн-Езра приписує це тлумачення Веньямин Нагавенді).

З цього видно, що Бен Зута вдавався також до алегоричного тлумачення, як це робив вже засновник караїмської течії Анан бен Давид га-Насі. Крім того, Ібн-Езра в «Sefer ha-Ibbur» показує обґрунтування Бен-Зути на підставі ряду біблійних місць, які доводять, ніби в Святому Писанні ясно зазначений спосіб визначення місяців і свят шляхом спостереження Місяця, причому головним доказом служить кн. Побут., 1, 14. Ймовірно, і з цього питання відбувався диспут між Бен Зутою і Сааді. 
Бен Зута, мабуть, не написав жодного твору, тому можна вважати, що Ібн-Езра почерпнув всі наведені від його імені пояснення із творів Сааді. І останній не склав спеціального твори проти нього, як думає Дукес, але приводив його думки в інших своїх творах, переважно в коментарі до П'ятикнижжя, який, як відомо, укладав у собі також полеміку проти караїмів. 
Крім ібн-Езри, Бен Зута цитується по імені також раввіністичним письменником Єгудою ібн-Баламом в його арабському коментарі до Ієзекеїля, 18, 6, і тут він названий Абу-л-Сарі. З цитати видно, що Бен-Зута полемізував з Ананом і виводив із зазначеного вірша книги Єзекиїла заборону співжиття з вагітною дружиною (тлумачачи הדים - гори - як множину слова הדה -вагітні, і אנל - їв - в сенсі співжиття). 
У караїмській літературі Бен Зута ніде не згадується. Очевидно, його батько був більш відомий, тому і син був названий його ім'ям. Втім, також існував звичай називати відомих осіб ім'ям батька. Приклади цього є в Талмуді (Бен-Аззана, Бен-Зома), а також в пізнішій літературі (Бен-Ашер, Бен-Нафталі, Бен-Меїр та ін.).